# ويغموند (ملك مرسيا)
من المحتمل أن يكون ويغموند قد حكم لفترة وجيزة في مرسيا حوالي عام 840، خلفًا لوالده، ويغلاف. ومن ناحية أخرى، ربما يكون قد توفي قبل والده ولم يكن أكثر من مجرد حاكم مشارك معه. لقد كان هو نفسه والد ويغستان ‏ الذي رفض الملكية فيما بعد. تزوج ألفلد، ابنة سيولولف الأول، مما يشير إلى أن سيولولف الثاني ‏ كان من نسل ويغموند وآخر ملوك سلالة مرسيا الأصلية. وفقًا لفورد موميرتس براون، فقد يكون أيضًا والد إيدبوره، زوجة إيثيلريد موسيل، وأم إهلسويث ‏.